# Кабардинка (ансамбль)
Государственный академический ансамбль танца Кабардино-Балкарской республики «Кабардинка» — ансамбль адыгского (черкесского) народного танца, созданный в 1965году и являющийся одним из старейших коллективов Северного Кавказа.

## История
1 октября 1933 года в Нальчике при Ленинском учебном городке открылась Художественная национальная студия с драматическим, хореографическим, национальных инструментов (зурна, гармоника), духовых инструментов и театрально-декоративным отделениями. В ее стенах сформировался и вырос Кабардино-Балкарский Государственный ансамбль пляски и музыки.
С 1933 года первыми постановщиками танцев были адыги — Гучасов Жантуган и Исуф Хагиров. С 1939 года художественным руководителем был назначен профессиональный балетмейстер, грузин- Михаил Чечешвили.
В 1939 г. Указом Президиума Верховного Совета КБАССР Кабардино-Балкарский Государственный ансамбль песни и пляски награжден Почетной грамотой КБАССР.
В 1965 г. Кабардино-Балкарский Государственный ансамбль песни и пляски был преобразован в хореографический коллектив и переименован в Государственный ансамбль танца «Кабардинка». С 1965 года художественным руководителем и постановщиком танцев ансамбля был Народный артист РСФСР Мутай Исмаилович Ульбашев. С 1991 по 1998 год пост главного балетмейстера ансамбля занимал народный артист КБР Ауладин Сарабиевич Думанишев. С 1998 года художественный руководитель ансамбля — заслуженный артист КБАССР Игорь Килишбиевич Атабиев. Главный балетмейстер народный артист КБР Битоков Асланбек Юрьевич. Музыкальный руководитель — Казбек Александрович Балкаров.

## Участники
- Гасташева, Наталья Казбулатовна (1965—1969), певица, народная артистка РСФСР.
- Каширгова, Кураца Измаиловна (1935—?), гармонистка и хореограф, народная артистка РСФСР.
- Ашуров, Танахум Рувимович

В ансамбле «Кабардинка» танцевали такие исполнители народного танца, как
- Игорь и Фатима Атабиевы,
- Елена Жабоева, заслуженная артистка КБР
- Жануся Аталикова,
- Зара и Каральби Дзахмышевы, заслуженные артисты КБР
- Соня Шериева, заслуженная артистка РФ
- Валентина Мисакова, заслуженная артистка КБР
- Светлана Асаева, заслуженная артистка КБР
- Ирина и Алим Канукоевы, заслуженные артисты КБР
- Анжелика и Аскерби Бацевы, заслуженные артисты КБР
- Руслан Макушев, заслуженный артист КБР и ИР
- Олеся Кучменова, народная артистка КБР
- Виталий Шогенов, заслуженный артист
- Аслан Битоков, народный артист КБР
- Беслан и Анзор Битоковы,
- Мухамед Абазов
- Оксана Битокова, заслуженная артистка республики Ингушетия
- Казбек Балкаров
- Замир Бжихатлов.

## Деятельность
Академический ансамбль танца «Кабардинка» является лауреатом многих международных, всесоюзных и всероссийских конкурсов и фестивалей, кавалером высоких государственных наград Иорданского Хашимитского Королевства — ордена Независимости Иордании I степени и ордена «Звезда Иордании» I степени (1981 и 1985 года).
В 2001 году вышла книга К. К. Эфендиева «Браво, „Кабардинка“!»